# Kristoffer Haraldseid
Kristoffer Haraldseid (Haugesund, 17 gennaio 1994) è un ex calciatore norvegese, di ruolo centrocampista.

## Carriera

### Club

#### Haugesund
Haraldseid ha cominciato la carriera professionistica con la maglia dell'Haugesund. Ha esordito nella prima squadra il 1º maggio 2011, quando ha sostituito Ole Kristian Kråkmo nel successo per 10-0 sul Vaulen, in un incontro valido per l'edizione stagionale del Norgesmesterskapet. Il 27 agosto dello stesso anno, ha debuttato nell'Eliteserien, stavolta subentrando a Daniel Bamberg nella sconfitta per 3-2 sul campo del Vålerenga. Si è svincolato al termine del campionato 2016. Il 23 febbraio 2017 ha rinnovato il contratto con il club, per le successive tre stagioni.
Il 2 febbraio 2019 è passato a titolo definitivo al Molde, a cui si è legato con un contratto quadriennale. Ha esordito con questa maglia il 31 marzo, venendo schierato titolare nel pareggio per 1-1 in casa del Sarpsborg 08.
Il 12 giugno 2020, il Molde ha reso noto che Haraldseid aveva subito un infortunio al legamento crociato che lo avrebbe tenuto lontano dai campi da gioco per il resto della stagione. Non ha più giocato una partita ufficiale per il Molde fino al 31 dicembre 2022, data di scadenza del suo contratto.

## Statistiche

### Presenze e reti nei club
Statistiche aggiornate al 23 gennaio 2023.
| Stagione         | Club             | Campionato       | Campionato | Campionato | Coppe nazionali | Coppe nazionali | Coppe nazionali | Coppe continentali | Coppe continentali | Coppe continentali | Supercoppe | Supercoppe | Supercoppe | Totale | Totale |
| Stagione         | Club             | Comp             | Pres       | Reti       | Comp            | Pres            | Reti            | Comp               | Pres               | Reti               | Comp       | Pres       | Reti       | Pres   | Reti   |
| ---------------- | ---------------- | ---------------- | ---------- | ---------- | --------------- | --------------- | --------------- | ------------------ | ------------------ | ------------------ | ---------- | ---------- | ---------- | ------ | ------ |
| 2011             | Haugesund        | ES               | 8          | 0          | CN              | 1               | 0               | -                  | -                  | -                  | -          | -          | -          | 9      | 0      |
| 2012             | Haugesund        | ES               | 8          | 0          | CN              | 3               | 0               | -                  | -                  | -                  | -          | -          | -          | 11     | 0      |
| 2013             | Haugesund        | ES               | 26         | 2          | CN              | 6               | 1               | -                  | -                  | -                  | -          | -          | -          | 32     | 3      |
| 2014             | Haugesund        | ES               | 27         | 1          | CN              | 4               | 0               | UEL                | 4                  | 0                  | -          | -          | -          | 35     | 1      |
| 2015             | Haugesund        | ES               | 28         | 1          | CN              | 1               | 0               | -                  | -                  | -                  | -          | -          | -          | 29     | 1      |
| 2016             | Haugesund        | ES               | 25         | 2          | CN              | 3               | 0               | -                  | -                  | -                  | -          | -          | -          | 28     | 2      |
| 2017             | Haugesund        | ES               | 28         | 0          | CN              | 4               | 0               | UEL                | 3                  | 0                  | -          | -          | -          | 35     | 0      |
| 2018             | Haugesund        | ES               | 29         | 0          | CN              | 5               | 0               | -                  | -                  | -                  | -          | -          | -          | 34     | 0      |
| Totale Haugesund | Totale Haugesund | Totale Haugesund | 179        | 6          |                 | 27              | 1               |                    | 7                  | 0                  |            | -          | -          | 213    | 7      |
| 2019             | Molde            | ES               | 28         | 1          | CN              | 1               | 0               | UEL                | 8                  | 0                  | -          | -          | -          | 37     | 1      |
| 2020             | Molde            | ES               | 0          | 0          | -               | -               | -               | UCL+UEL            | 0                  | 0                  | -          | -          | -          | 0      | 0      |
| 2021             | Molde            | ES               | 0          | 0          | CN              | 0               | 0               | UECL               | 0                  | 0                  | -          | -          | -          | 0      | 0      |
| 2022             | Molde            | ES               | 0          | 0          | CN              | 0               | 0               | UECL               | 0                  | 0                  | -          | -          | -          | 0      | 0      |
| Totale Molde     | Totale Molde     | Totale Molde     | 28         | 1          |                 | 1               | 0               |                    | 8                  | 0                  |            | -          | -          | 37     | 1      |
| Totale           | Totale           | Totale           | 207        | 7          |                 | 28              | 1               |                    | 15                 | 0                  |            | -          | -          | 250    | 8      |

## Palmarès

### Club

#### Competizioni nazionali
- Campionato norvegese: 1

Molde: 2019
- Coppa di Norvegia: 1

Molde: 2021-2022